# Nyéléni
Nyéléni est une paysanne malienne dont l'existence a été transmise par la tradition orale africaine. Originaire de la région de Ségou elle a vécu à une date indéterminée. Fille unique, elle n'a eu de cesse que d'exceller dans tous les domaines afin d'être la fierté de ses parents. Elle devient ainsi une agricultrice hors pair qui gagnait tous les concours.
On lui attribue la domestication du fonio une céréale aux grains minuscules, cultivée dans la partie sahélienne de l'Afrique de l'Ouest.
Nyéléni est devenue le symbole de l'engagement des femmes dans la vie sociale malienne.
Les organisateurs du forum mondial pour la souveraineté alimentaire qui s'est tenu à Sélingué au Mali du 23 au 27 février 2007 ont choisi de lui rendre hommage en baptisant cette rencontre "Nyéléni 2007".